# Žofie Nasavská

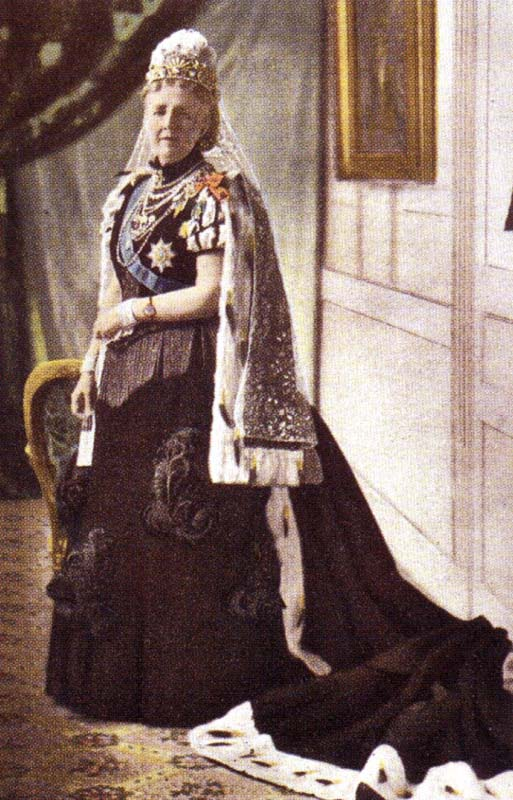
Královna Žofie se svými královskými insigniemi na portrétu z roku 1900

Žofie Nasavská (rozená Sophia Wilhelmine Marianne Henriette von Nassau) (9. července 1836, zámek Biebrich u Wiesbadenu, Nasavsko – 30. prosince 1913, Stockholm) byla jako manželka švédského krále Oskara II. švédská a norská královna.

## Biografie

### Původ a mládí
Žofie se narodila jako nejmladší, dvanácté dítě vévody Viléma Nasavského z jeho druhého manželství s Paulinou von Württemberg. Její otec zemřel v roce 1839, když jí byly tři roky a vévodou nasavským se stal jeho nejstarší syn Adolf, o devatenáct let starší než Žofie.
V jejím dětství a mládí se jí dostalo svědomité výchovy a vzdělání prostřednictvím pečlivě vybraných profesorů. Vynikala především ve studiu historie, jazyků a ve hře na piano.
Po smrti své matky v roce 1856 se Žofie přestěhovala do sídla své nejstarší sestry, princezny Marie Vilemíny, vévodkyně Wied. Na zámku Monrepos nedaleko Neuwiedu se Žofie seznámila s Oskarem, vévodou z Östergötlandu, druhým synem švédského krále Oskara I. Po třech měsících, 25. září, vévoda požádal o Žofiinu ruku.

### Manželství a potomci
Svatba se uskutečnila na zámku Biebrich 6. července roku 1857. Dva týdny poté novomanželé odcestovali do Švédska, kde Žofie dostala titul vévodkyně z Östergötlandu. V době Žofiina příchodu na švédský královský dvůr byla královská rodina v těžké situaci: král Oskar I. byl velmi vážně nemocen a regentem byl korunní princ Karel. Žofie byla přítelkyní jeho manželky Luisy Oranžsko-Nasavské a byla její oporou při úmrtí jejího jediného syna v roce 1854 a nemožnosti mít další děti.
Skutečnost, že Karel XV. neměl mužského dědice, znamenala, že Oskar a Žofie, potažmo jejich potomci, se stali nejbližšími osobami v následnictví švédského trůnu.
Celkem z manželství Žofie a Oskara II. vzešli čtyři potomci, všichni synové:
1. Gustav (16. června 1858 – 29. října 1950), švédský král od roku 1907 až do své smrti, ⚭ 1881 Viktorie Bádenská (7. srpna 1862 – 4. dubna 1930)
2. Oskar (15. listopadu 1859 – 4. října 1953), vévoda z Gotlandu do roku 1888, poté hrabě z Wisborgu, ⚭ 1888 Ebba Bernadottová (24. října 1858 – 16. října 1946)
3. Karel (27. února 1861 – 24. října 1951), vévoda z Västergötlandu, ⚭ 1897 Ingeborg Dánská (2. srpna 1878 – 11. března 1958)
4. Evžen (1. srpna 1865 – 17. srpna 1947), vévoda z Närke, neoženil se a neměl potomky

Žofie si získala popularitu, když se rozhodla nechat vzdělávat své syny v soukromé škole společně s dětmi řadových občanů. Předtím byli princové vzděláváni v paláci odděleně.
18. září roku 1872 zemřel král Karel XV. a Oskar se stal novým králem Švédska a Norska. Žofie byla korunována spolu s ním 12. května roku 1873.
Žofie se odstěhovala ze Stockholmu před zvěstmi o Oskarově nevěře. Vévodkyně byla nepevného zdraví, jež se s přibývajícími lety zhoršovalo. Trpěla anemií, stálými křečemi, onemocněním kostí a cév. Byla rovněž operována pro rakovinu; zákrok sice potlačil původní chorobu, způsobil však, že Žofie měla problémy s chůzí, takže se musela pohybovat na kolečkovém křesle. Téměř invalidní Žofie trávila čas intenzivním čtením.
Každé léto královna navštěvovala Norsko. Její letní rezidence v této zemi se nacházela nedaleko města Kongsvinger.
Žofie nebyla nakloněna výběru Viktorie Bádenské jako nevěsty pro korunního prince Gustava a jejich vztahy po svatbě v roce 1907 a příchodu Viktorie na švédský královský dvůr nikdy nebyly dobré.

### Odkaz a smrt

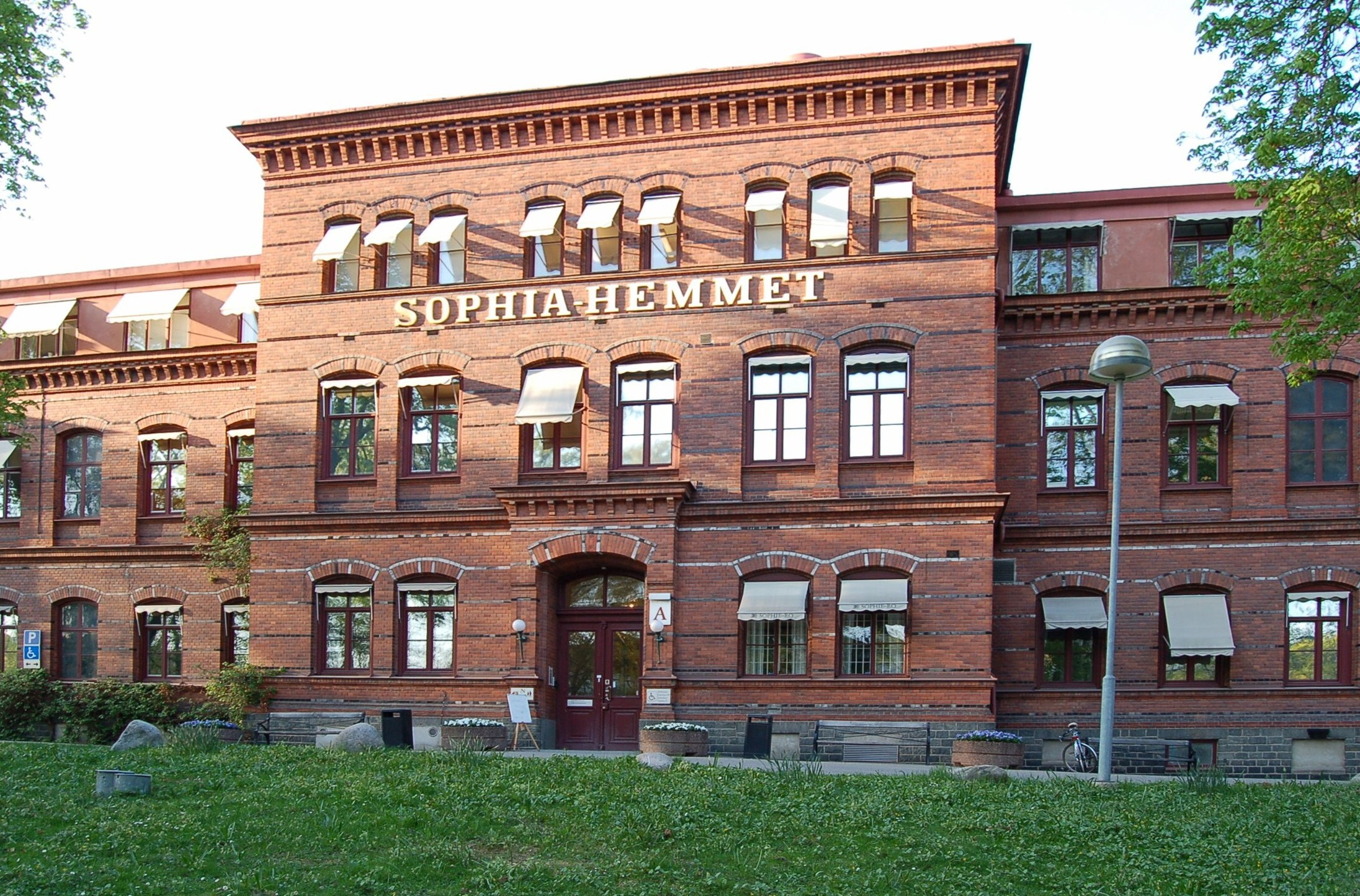
Nemocnice Sophiahemmet

Královna byla silně ovlivněna činností Florence Nightingalové. Poté, co navštívila řadu nemocnic v Londýně, pojala plán založit školu pro ošetřovatelky ve Švédsku. 1. ledna roku 1884 vznikl s jejím přispěním domov pro ošetřovatelky a společně se svým manželem založila 14. prosince roku 1887 novou nemocnici, Sophiahemmet, která fungovala také jako škola pro ošetřovatelky.
Po smrti Oskara II. v roce 1907 se Žofie stáhla z veřejného života. Její poslední veřejné vystoupení bylo 3. prosince roku 1913, kdy se účastnila promoce své vnučky v Sophiahemmetu. Necelý měsíc poté, 30. prosince téhož roku ve Stockholmu zemřela.

## Vývod z předků
|                |                                         |  |                                  |                                                  |  |  |  |  |  |  |  | Karel August Nasavsko-Weilburský |
|                |                                         |  |                                  |                                                  |  |  |  |  |  |  |  |                                  |
|                | Karel Kristián Nasavsko-Weilburský      |  |                                  |                                                  |  |  |  |  |  |  |  |                                  |
|                |                                         |  |                                  |                                                  |  |  |  |  |  |  |  |                                  |
|                |                                         |  |                                  | Augusta Frederika Vilemína Nasavsko-Idsteinská   |  |  |  |  |  |  |  |                                  |
|                |                                         |  |                                  |                                                  |  |  |  |  |  |  |  |                                  |
|                | Fridrich Vilém Nasavsko-Weilburský      |  |                                  |                                                  |  |  |  |  |  |  |  |                                  |
|                |                                         |  |                                  |                                                  |  |  |  |  |  |  |  |                                  |
|                |                                         |  |                                  | Vilém IV. Oranžský                               |  |  |  |  |  |  |  |                                  |
|                |                                         |  |                                  |                                                  |  |  |  |  |  |  |  |                                  |
|                | Karolína Oranžsko-Nasavská              |  |                                  |                                                  |  |  |  |  |  |  |  |                                  |
|                |                                         |  |                                  |                                                  |  |  |  |  |  |  |  |                                  |
|                |                                         |  |                                  | Anna Hannoverská                                 |  |  |  |  |  |  |  |                                  |
|                |                                         |  |                                  |                                                  |  |  |  |  |  |  |  |                                  |
|                | Vilém Nasavský                          |  |                                  |                                                  |  |  |  |  |  |  |  |                                  |
|                |                                         |  |                                  |                                                  |  |  |  |  |  |  |  |                                  |
|                |                                         |  |                                  | Vilém Ludvík Kirchberský                         |  |  |  |  |  |  |  |                                  |
|                |                                         |  |                                  |                                                  |  |  |  |  |  |  |  |                                  |
|                | Vilém Jiří ze Sayn-Hachenburgu          |  |                                  |                                                  |  |  |  |  |  |  |  |                                  |
|                |                                         |  |                                  |                                                  |  |  |  |  |  |  |  |                                  |
|                |                                         |  |                                  | Luisa Salmsko-Dhaunská                           |  |  |  |  |  |  |  |                                  |
|                |                                         |  |                                  |                                                  |  |  |  |  |  |  |  |                                  |
|                | Luisa Isabela z Kirchbergu              |  |                                  |                                                  |  |  |  |  |  |  |  |                                  |
|                |                                         |  |                                  |                                                  |  |  |  |  |  |  |  |                                  |
|                |                                         |  |                                  | Jindřich XI. Reuss z Greizu                      |  |  |  |  |  |  |  |                                  |
|                |                                         |  |                                  |                                                  |  |  |  |  |  |  |  |                                  |
|                | Isabela Augusta Reussová z Greize       |  |                                  |                                                  |  |  |  |  |  |  |  |                                  |
|                |                                         |  |                                  |                                                  |  |  |  |  |  |  |  |                                  |
|                |                                         |  |                                  | Konradina Reussko-Kostritzská                    |  |  |  |  |  |  |  |                                  |
|                |                                         |  |                                  |                                                  |  |  |  |  |  |  |  |                                  |
| Žofie Nasavská |                                         |  |                                  |                                                  |  |  |  |  |  |  |  |                                  |
|                |                                         |  |                                  |                                                  |  |  |  |  |  |  |  |                                  |
|                |                                         |  | Fridrich II. Evžen Württemberský |                                                  |  |  |  |  |  |  |  |                                  |
|                |                                         |  |                                  |                                                  |  |  |  |  |  |  |  |                                  |
|                | Fridrich I. Württemberský               |  |                                  |                                                  |  |  |  |  |  |  |  |                                  |
|                |                                         |  |                                  |                                                  |  |  |  |  |  |  |  |                                  |
|                |                                         |  |                                  | Bedřiška Braniborsko-Schwedtská                  |  |  |  |  |  |  |  |                                  |
|                |                                         |  |                                  |                                                  |  |  |  |  |  |  |  |                                  |
|                | Pavel Württemberský                     |  |                                  |                                                  |  |  |  |  |  |  |  |                                  |
|                |                                         |  |                                  |                                                  |  |  |  |  |  |  |  |                                  |
|                |                                         |  |                                  | Karel Vilém Ferdinand Brunšvicko-Wolfenbüttelský |  |  |  |  |  |  |  |                                  |
|                |                                         |  |                                  |                                                  |  |  |  |  |  |  |  |                                  |
|                | Augusta Brunšvicko-Wolfenbüttelská      |  |                                  |                                                  |  |  |  |  |  |  |  |                                  |
|                |                                         |  |                                  |                                                  |  |  |  |  |  |  |  |                                  |
|                |                                         |  |                                  | Augusta Frederika Hannoverská                    |  |  |  |  |  |  |  |                                  |
|                |                                         |  |                                  |                                                  |  |  |  |  |  |  |  |                                  |
|                | Pavlína Württemberská                   |  |                                  |                                                  |  |  |  |  |  |  |  |                                  |
|                |                                         |  |                                  |                                                  |  |  |  |  |  |  |  |                                  |
|                |                                         |  |                                  | Arnošt Fridrich III. Sasko-Hildburghausenský     |  |  |  |  |  |  |  |                                  |
|                |                                         |  |                                  |                                                  |  |  |  |  |  |  |  |                                  |
|                | Fridrich Sasko-Altenburský              |  |                                  |                                                  |  |  |  |  |  |  |  |                                  |
|                |                                         |  |                                  |                                                  |  |  |  |  |  |  |  |                                  |
|                |                                         |  |                                  | Ernestina Sasko-Výmarská                         |  |  |  |  |  |  |  |                                  |
|                |                                         |  |                                  |                                                  |  |  |  |  |  |  |  |                                  |
|                | Šarlota Sasko-Hildburghausenská         |  |                                  |                                                  |  |  |  |  |  |  |  |                                  |
|                |                                         |  |                                  |                                                  |  |  |  |  |  |  |  |                                  |
|                |                                         |  |                                  | Karel II. Meklenbursko-Střelický                 |  |  |  |  |  |  |  |                                  |
|                |                                         |  |                                  |                                                  |  |  |  |  |  |  |  |                                  |
|                | Šarlota Georgina Meklenbursko-Střelická |  |                                  |                                                  |  |  |  |  |  |  |  |                                  |
|                |                                         |  |                                  |                                                  |  |  |  |  |  |  |  |                                  |
|                |                                         |  |                                  | Frederika Hesensko-Darmstadtská                  |  |  |  |  |  |  |  |                                  |
|                |                                         |  |                                  |                                                  |  |  |  |  |  |  |  |                                  |